# Агрессивность
Агресси́вность (лат. aggressio — нападать), или вражде́бность — устойчивая характеристика субъекта, отражающая его предрасположенность к поведению, целью которого является причинение вреда окружающему, либо подобное аффективное состояние (гнев, ярость, злость).
Хотя агрессивность играла решающую роль в ходе эволюции человека, некоторые психологи утверждают, что агрессивность не присуща человеческому существу изначально, что дети усваивают модели агрессивного поведения практически с момента рождения.
Причинами агрессивности могут выступать разного рода конфликты, в том числе внутренние, при этом такие психологические процессы как эмпатия, идентификация, децентрация — сдерживают агрессию, так как являются ключом к пониманию других и осознанию их самостоятельной ценности.
Так как агрессия требует значительных энергетических и мотивационных затрат, термин «агрессивный» по отношению, например, к спортсменам, стал применяться как характеристика, означающая настойчивость при преодолении преград и активность в достижении целей.
Агресси́вность (лат. aggressio — нападать) — свойство личности, выраженное в предпочтении использования насильственных способов для достижения своих целей.
- Агре́ссия — это поведение, направленное на распределение и перераспределение ресурсов. В качестве ресурсов может выступать еда, поло-репродуктивные ценности (партнёр, потомство), социальный статус (власть, доход, престиж), территория, психологический комфорт. Агресси́вность — это проявление агрессии или готовность её проявить, стимулятором её является страх дефицита ресурсов[4].

Агрессивные действия, направленные на себя, носят название аутоагрессии.

## Виды агрессивных реакций по опроснику Басса-Дарки
1. Физическая агрессия — использование физической силы против другого лица.
2. Косвенная — агрессия, окольным путём направленная на другое лицо или ни на кого не направленная.
3. Раздражение — готовность к проявлению негативных чувств при малейшем возбуждении (вспыльчивость, грубость).
4. Негативизм — оппозиционная манера поведения от пассивного сопротивления до активной борьбы против установившихся обычаев и законов.
5. Обида — зависть и/или ненависть к окружающим за действительные или вымышленные действия.
6. Подозрительность — в диапазоне от недоверия и осторожности по отношению к людям до убеждения в том, что другие люди планируют и приносят вред.
7. Вербальная агрессия — выражение негативных чувств как через форму (крик, визг), так и через содержание словесных ответов (проклятия, угрозы).
8. Чувство вины — выражает возможное убеждение субъекта в том, что он является плохим человеком, что поступает плохо, а также ощущаемые им угрызения совести.

## Психоаналитическая теория агрессивности
Согласно психоаналитической теории агрессивность биологически присуща человеку равно как и другим животным. Агрессивность тесно связана с развитием либидо и входит как составная часть в его прегенитальные организации, что отражено в их названиях: орально-каннибалистическая и анально-садистическая. В период фаллической фазы агрессивность направлена против одного из родителей либо замещающих родителей лиц, а также против братьев и сестёр. Все агрессивные действия имеют своей бессознательной целью самоуничтожение и питаются энергией первичного позыва к смерти, Танатоса.

### Агрессивность «доброкачественная» (инструментальная агрессия)
Термин введён Э. Фроммом для обозначения тех форм агрессивного поведения, которые «обслуживают жизнь» и не несут первично деструктивного заряда. К подобным формам, в частности, относится псевдоагрессия, а также «агрессия обороны». Последняя форма поведения имеет сложный генез, часто мотив обороны является лишь пусковым механизмом подлинной агрессивности: «тронь меня, и я убью тебя».

### Агрессивность «злокачественная» (враждебная агрессия)
Неадаптивная форма агрессивности, присущая, согласно Э. Фромму, исключительно человеку и имеющая не столько биологические, сколько социальные корни. Это различные формы жестокости и насилия, несексуальный, анально-накопительский и иные формы садизма и некрофилия — как наиболее ярко выраженная форма разрушительного и саморазрушительного поведения.

## Агрессия в гештальттерапии
В 1945 году Ф.Перлз публикует книгу «Эго, голод и агрессия», в которой называет агрессию «биологической функцией организма». Перлз проводит параллель между психическими и физиологическим процессами, в частности питанием и познанием. Для пищеварения необходима естественная агрессивность (кусать, подвергать воздействию слюны и кислоты в желудке); логично предположить, что и для обучения, творчества, размышлений, нужно сначала раздробить предмет познания (анализ, как мыслительная операция, и есть пример такого дробления) чтобы затем создать новый мыслительный продукт. Стратегия психотерапии в такой ситуации — помочь осознать Клиенту свою агрессивность и взять на себя ответственность за её проявления. Ведь «избегая осознания своей агрессивности, вы вносите в свою жизнь страх».

## Личностные особенности, которые влияют на развитие агрессивности
- Склонность к импульсивным повадкам
- Эмоциональная восприимчивость — склонность испытывать чувство неудовлетворенности, ранимость, дискомфорт
- Вдумчивость (инструментальная агрессия) — рассеянность (эмоциональная агрессия)
- Враждебная атрибуция — интерпретация любых стимулов как враждебности (неоднозначных)

## Эрик Берн, «Психика в действии»
Силу, с которой человек выражает свою любовь и ненависть к другим и к самому себе, можно назвать агрессивностью.
Человек может обманывать себя и других, слабо выражая сильные чувства или, наоборот, агрессивно проявляя едва теплящиеся чувства.
Наряду с агрессивностью выражения чувств любви и ненависти следует ещё учитывать направление их выражения. Некоторые люди обращают свою любовь главным образом на других, некоторые — преимущественно на самих себя. Направление это может со временем меняться. Точно так же человек может сильно ненавидеть кого-нибудь, и наиболее агрессивным проявлением этой ненависти станет убийство; или он может сильно ненавидеть самого себя, и наиболее агрессивно эта ненависть проявится в самоубийстве. И убийство, и самоубийство являются выражением агрессии; единственная разница — с точки зрения затрат психической энергии — состоит в её направлении.